# Nederlandse kampioenschappen schaatsen sprint 2008
De Nederlandse Kampioenschappen Sprint 2008 worden op 5 en 6 januari 2008 gehouden op ijsbaan Thialf in Heerenveen. Tijdens deze NK Sprint kunnen naast de nationale titels sprint ook plaatsbewijzen veroverd worden voor het WK Sprint van 2008 dat ook in Heerenveen wordt georganiseerd.
In Thialf zijn de titelverdedigers Marianne Timmer en Erben Wennemars. Zij werden een jaar eerder in Groningen Nederlands sprintkampioen. Het NK Sprint wordt voor de zevende keer in Heerenveen gehouden, maar pas voor de tweede keer in de laatste 15 jaar. Annette Gerritsen en Simon Kuipers hebben voor de start van dit toernooi een beschermde status gekregen op basis van de prestaties eerder dit seizoen. Ze moeten wel vormbehoud tonen.
| Programma               |                                                                         |
| Datum                   | Onderdeel                                                               |
| zaterdag 5 januari 2008 | 500 meter vrouwen 500 meter mannen 1000 meter vrouwen 1000 meter mannen |
| zondag 6 januari 2008   | 500 meter vrouwen 500 meter mannen 1000 meter vrouwen 1000 meter mannen |

## 500 meter, 1e run
| rang   | schaatsster          | tijd     |
| ------ | -------------------- | -------- |
| Goud   | Annette Gerritsen    | 38,52    |
| Zilver | Margot Boer          | 38,78    |
| Brons  | Marianne Timmer      | 38,85    |
| 4      | Sanne van der Star   | 38,89    |
| 5      | Ireen Wüst           | 39,38    |
| 6      | Natasja Bruintjes    | 39,63 PB |
| 7      | Ingeborg Kroon       | 39,90 PB |
| 8      | Paulien van Deutekom | 39,96    |
| 9      | Emilie Gale          | 40,01 PB |
| 10     | Mayon Kuipers        | 40,10    |

| rang   | schaatser         | tijd     |
| ------ | ----------------- | -------- |
| Goud   | Jacques de Koning | 35,39    |
| Zilver | Simon Kuipers     | 35,40    |
| Brons  | Lars Elgersma     | 35,46 PB |
| 4      | Jan Bos           | 35,48    |
| 5      | Beorn Nijenhuis   | 35,55    |
| 6      | Jan Smeekens      | 35,61    |
| 7      | Jurre Trouw       | 35,67    |
| 8      | Mark Tuitert      | 35,80 PB |
| =      | Gerard van Velde  | 35,80    |
| 10     | Ronald Mulder     | 36,09    |

## 1000 meter, 1e run
| rang   | schaatsster          | tijd    |
| ------ | -------------------- | ------- |
| Goud   | Ireen Wüst           | 1.16,77 |
| Zilver | Paulien van Deutekom | 1.16,99 |
| Brons  | Marianne Timmer      | 1.17,26 |
| 4      | Jorien Voorhuis      | 1.17,98 |
| 5      | Margot Boer          | 1.18,04 |
| 6      | Tessa van Dijk       | 1.18,48 |
| 7      | Ingeborg Kroon       | 1.18,61 |
| 8      | Natasja Bruintjes    | 1.18,90 |
| 9      | Sanne van der Star   | 1.18,98 |
| 10     | Sophie Nijman        | 1.19,13 |

| rang   | schaatser         | tijd       |
| ------ | ----------------- | ---------- |
| Goud   | Jan Bos           | 1.09,12    |
| Zilver | Erben Wennemars   | 1.09,40    |
| Brons  | Lars Elgersma     | 1.09,83 PB |
| 4      | Mark Tuitert      | 1.09,88    |
| 5      | Remco Olde Heuvel | 1.09,98    |
| 6      | Beorn Nijenhuis   | 1.10,09    |
| 7      | Simon Kuipers     | 1.10,10    |
| 8      | Jacques de Koning | 1.10,12    |
| 9      | Jurre Trouw       | 1.10,35 PB |
| 10     | Yuri Solinger     | 1.10,48    |

## 500 meter, 2e run
| rang   | schaatsster          | tijd     |
| ------ | -------------------- | -------- |
| Goud   | Marianne Timmer      | 38,93    |
| Zilver | Margot Boer          | 39,04    |
| Brons  | Sanne van der Star   | 39,20    |
| 4      | Ireen Wüst           | 39,59    |
| 5      | Natasja Bruintjes    | 39,74    |
| 6      | Ingeborg Kroon       | 39,77 PB |
| 7      | Paulien van Deutekom | 39,91    |
| 8      | Sophie Nijman        | 39,95 PB |
| 9      | Mayon Kuipers        | 39.98    |
| 10     | Jorien Kranenborg    | 40,03 PB |

| rang   | schaatser         | tijd     |
| ------ | ----------------- | -------- |
| Goud   | Jacques de Koning | 35,31    |
| Zilver | Erben Wennemars   | 35,41    |
| Brons  | Simon Kuipers     | 35,50    |
| 4      | Jan Bos           | 35,62    |
| 5      | Lars Elgersma     | 35,68    |
| 6      | Jurre Trouw       | 35,71    |
| 7      | Remco Olde Heuvel | 35,73 PB |
| 8      | Beorn Nijenhuis   | 35,86    |
| 9      | Tim Salomons      | 35,93    |
| 10     | Mark Tuitert      | 35,95    |

## 1000 meter, 2e run
| rang   | schaatsster          | tijd       |
| ------ | -------------------- | ---------- |
| Goud   | Ireen Wüst           | 1.16,00    |
| Zilver | Paulien van Deutekom | 1.16,92    |
| Brons  | Jorien Voorhuis      | 1.17,34    |
| 4      | Marianne Timmer      | 1.17,75    |
| 5      | Ingeborg Kroon       | 1.17,97    |
| 6      | Margot Boer          | 1.18,06    |
| 7      | Natasja Bruintjes    | 1.18,15    |
| 8      | Sanne Delfgou        | 1.18,40 PB |
| 9      | Wieteke Cramer       | 1.18,82    |
| 10     | Sophie Nijman        | 1.18,88    |

| rang   | schaatser         | tijd       |
| ------ | ----------------- | ---------- |
| Goud   | Jan Bos           | 1.09,23    |
| Zilver | Remco Olde Heuvel | 1.09,65    |
| Brons  | Lars Elgersma     | 1.09,78 PB |
| 4      | Erben Wennemars   | 1.09,83    |
| 5      | Mark Tuitert      | 1.09,90    |
| 6      | Beorn Nijenhuis   | 1.09,94    |
| 7      | Simon Kuipers     | 1.10,23    |
| 8      | Jacques de Koning | 1.10,30    |
| 9      | Jurre Trouw       | 1.10,65    |
| 10     | Pim Schipper      | 1.10,74 PB |

## Eindklassement
| rang   | schaatsster          | 1e 500m | 1e 1000m | 2e 500m | 2e 1000m | puntentotaal |
| ------ | -------------------- | ------- | -------- | ------- | -------- | ------------ |
| Goud   | Marianne Timmer      | 3       | 3        | 1       | 4        | 155.285      |
| Zilver | Ireen Wüst           | 5       | 1        | 4       | 1        | 155.355      |
| Brons  | Margot Boer          | 2       | 5        | 2       | 6        | 155.870      |
| 4      | Paulien van Deutekom | 8       | 2        | 7       | 2        | 156.815      |
| 5      | Sanne van der Star   | 4       | 9        | 3       | 12       | 157.360      |
| 6      | Natasja Bruintjes    | 6       | 8        | 5       | 7        | 157.895      |
| 7      | Ingeborg Kroon       | 7       | 7        | 6       | 5        | 157.960      |
| 8      | Jorien Voorhuis      | 16      | 4        | 16      | 3        | 158.450      |
| 9      | Sophie Nijman        | 16      | 10       | 8       | 10       | 159.275      |
| 10     | Sanne Delfgou        | 14      | 12       | 12      | 8        | 159.325      |

Complete uitslag vrouwen[dode link]
Voor het WK Sprint zijn Marianne Timmer, Ireen Wüst en Margot Boer geplaatst. Vanwege de beschermde status van Annette Gerritsen wordt zij later aan deze drie toegevoegd.
| rang   | schaatser         | 1e 500m | 1e 1000m | 2e 500m | 2e 1000m | puntentotaal |
| ------ | ----------------- | ------- | -------- | ------- | -------- | ------------ |
| Goud   | Jan Bos           | 4       | 1        | 4       | 1        | 140.275      |
| Zilver | Jacques de Koning | 1       | 8        | 1       | 8        | 140.910      |
| Brons  | Lars Elgersma     | 3       | 3        | 5       | 3        | 140.945      |
| 4      | Simon Kuipers     | 2       | 7        | 3       | 7        | 141.065      |
| 5      | Erben Wennemars   | 15      | 2        | 2       | 4        | 141.245      |
| 6      | Beorn Nijenhuis   | 5       | 6        | 8       | 6        | 141.425      |
| 7      | Mark Tuitert      | 8       | 4        | 10      | 5        | 141.640      |
| 8      | Remco Olde Heuvel | 11      | 5        | 7       | 2        | 141.665      |
| 9      | Jurre Trouw       | 7       | 9        | 6       | 9        | 141.880      |
| 10     | Gerard van Velde  | 8       | 13       | 12      | 11       | 142.535      |

Complete uitslag mannen[dode link]
Voor het WK Sprint zijn Jan Bos, Jacques de Koning, Lars Elgersma en Simon Kuipers geplaatst.